# Gruschin Sch-Tandem
Die Gruschin Sch-Tandem (russisch Грушин Ш-Тандем) war ein sowjetisches Experimentalflugzeug der späten 1930er Jahre. Die Bezeichnung Sch-Tandem resultierte aus dem stark vergrößerten Höhenleitwerk, das als verkleinerte zweite Tragfläche diente, so dass beide Flügelpaare zusammen einen Tandemflügel bildeten. Aufgrund der schlechten Flugeigenschaften wurde nur ein Prototyp gebaut.

## Entwicklung
Im Zuge eines am 22. März 1938 ausgegebenen Regierungserlasses für den Ausbau der Angriffs-, Aufklärungs-, Ausbildungs- und Rettungsfliegerkräfte erhielt der am Moskauer Staatlichen Luftfahrtinstitut (MAI) tätige Ingenieur  Pjotr Gruschin den Auftrag, ein Angriffsflugzeug in Tandembauweise zu entwickeln. Der Grund zur Entscheidung für diese unkonventionelle Auslegung waren die positiven Erfahrungen, die Gruschin mit seinem zwei Jahre zuvor konstruierten Leichtflugzeug Oktjabrjonok (Октябрёнок, Oktoberkind) sammeln konnte, das am 23. Oktober 1936 mit Alexander Schukow zum Erstflug gestartet war. Das Flugzeug hatte nach den vom MAI durchgeführten Tests eine Erprobungsreihe am Forschungsinstitut der Luftstreitkräfte (NII WWS) erfolgreich durchlaufen, was zu Überlegungen für ein Aufklärungs- und Bombenflugzeug mit einem ähnlichen Konzept führte. Als Antrieb sah der Erlass das sich zu diesem Zeitpunkt in der Entwicklung befindliche Triebwerk M-88 von Sergei Tumanski vor, mit dem eine Höchstgeschwindigkeit von 500 bis 530 km/h und eine Reichweite von 950 km erreicht werden sollte.
Konstruktion und Bau wurden wie schon beim Oktjabrjonok zuvor in den Lehrwerkstätten des MAI durchgeführt und bereits im Juni 1938 abgeschlossen. Allerdings musste, da sich die Entwicklung des M-88-Motors verzögerte, auf einen leistungsschwächeren Tumanski M-87 ausgewichen werden, was wiederum zur Reduzierung der geforderten Geschwindigkeit und Reichweite auf 488 km/h bzw. 700 km führte. Nach dieser Verzögerung wurde die Sch-Tandem am 16. November 1938 dem NII WWS zur Erprobung übergeben, die der Testpilot Pjotr Stefanowski übernahm. Die ab dem 23. November durchgeführten Roll- und Startversuche offenbarten erste Probleme bei der Steuerbarkeit, da der im Heck angeordnete drehbare MG-Turm die Richtungsstabilität ungünstig beeinflusste, was zum Ausbrechen des Flugzeugs führte. Die Bodentests wurden am 3. Dezember beendet und zwei Tage später führte Stefanowski den Erstflug durch, bei dem aufgrund der erkannten Instabilität eine Geschwindigkeit von 250 km/h nicht überschritten werden durfte. Stefanowski stellte dabei eine geringe Wirkung der in zwei Endscheiben beiderseits unter der Höhenflosse angebrachten Seitenruder sowie eine Neigung des Flugzeugs zum Drehen um die Hochachse fest. Insgesamt wurden mehr als 20 Mängel festgestellt, die man unter anderem durch Verstärkung der Tragflächen und des Flügelmittelstücks und Einbau eines neuen M-87 zu beheben hoffte. Inzwischen war der Winter hereingebrochen, so dass ein Skifahrwerk installiert wurde. Derart umgerüstet sollte die Erprobung am 22. Februar 1939 fortgesetzt werden, doch stellte es sich heraus, dass die Seitenruder beim Steuern am Boden fast keine Wirkung erzielten. Notgedrungen deshalb wieder mit einem Radfahrwerk versehen startete die Sch-Tandem am 26. Februar zu einem weiteren Flug. Abermals wurde die Stabilität bemängelt und konnte auch mit wiederholten Änderungen des Seitenleitwerks nicht verbessert werden. Die weitere Erprobung, die wiederum auch eine zwischenzeitliche Verwendung eines Kufenfahrwerks beinhaltete, wurde im Mai des Jahres wegen der nicht behebbaren Mängel vorerst eingestellt und Stefanowski verließ das Programm.
Anfang Juli 1939 führte Wladimir Datzko die Tests, die diesmal durch Fahrwerksprobleme beeinträchtigt wurden, bis zum August fort, dann erfolgte eine letzte Umkonstruktion. Durch die Maßnahmen, unter anderem wurde der Heckturm ausgebaut und durch eine Abdeckung ersetzt, veränderte sich das Aussehen des Flugzeugs stark, was in einigen Publikationen zu Vermutungen über das Vorhandensein eines zweiten Prototyps führte; auch die Verwendung eines M-105-V-Motors findet sich gelegentlich. Am 9. September 1939 wurde das Testprogramm nach 54 Flügen mit 19,10 Stunden Flugzeit offiziell beendet. Der staatliche Abschlussbericht vom 19. Oktober 1939 bescheinigte der Sch-Tandem dann endgültig die Nichteignung zum Kampfflugzeug.

## Technische Daten
| Kenngröße                | Daten |
| ------------------------ | --- |
| Besatzung                | 2 (Pilot, Bordschütze)                                                                                            |
| Spannweite               | 9,80 m |
| Länge                    | 8,05 m |
| Höhe                     | 3,55 m |
| Flügelfläche             | 17,7 m² (Tragfläche) 8,0 m² (Leitwerk)                                                                            |
| Rüstmasse                | 2336 kg |
| Zuladung                 | 814 kg |
| Startmasse               | 3150 kg |
| Antrieb                  | ein luftgekühlter 14-Zylinder-Doppelsternmotor Tumanski M-87A mit 960 PS (706 kW)                                 |
| Höchstgeschwindigkeit    | 361 km/h in Bodennähe 414 km/h in 3000 m Höhe 444 km/h in 5600 m Höhe                                             |
| Landegeschwindigkeit     | ≈ 145 km/h |
| Startrollstrecke         | 400 m |
| Bewaffnung (projektiert) | vier starre 7,62-mm-MG SchKAS in den Tragflächen ein bewegliches 7,62-mm-MG SchKAS im Heckstand 200 kg Bombenlast |